# Transocean Winner
Die Transocean Winner war eine 1983 in Schweden gebaute Bohrplattform, die am 8. August 2016 bei einer Seeverschleppung auf der Isle of Lewis strandete, nachdem die Schleppleine gebrochen war.

## Geschichte
Die Halbtaucher-Bohrinsel wurde 1982/83 unter dem Namen Treasure Saga bei der Werft Götaverken im Göteborger Stadtteil Arendal für die norwegische Reederei Wilh. Wilhelmsen gebaut. Es war die erste Einheit des von den Götaverken entwickelten und 1980 vorgestellten Typs GVA 4000. Die rund 839 Millionen Norwegische Kronen teure Insel wurde am 28. Januar 1983 an ihre Auftraggeber abgeliefert. Wilhelmsen übertrug die Treasure Saga am 1. Juni 1989 auf deren Tochter Wilrig A/S (Wilh. Wilhelmsen) in Oslo. Die Wilrig A/S gab die Insel 1994 an die Transocean A/S in Oslo weiter. Transocean A/S wurde 1996 vom US-amerikanischen Ölbohrunternehmen Sonat Offshore übernommen und arbeitete unter dem neuen Namen Transocean Offshore weiter. Die bei den Unternehmensveränderungen jeweils mitübertragene Bohrinsel Treasure Saga wurde 1998 in Transocean Winner umbenannt. 1999 fusionierten Transocean Offshore und Sedco Forex zu Transocean Sedco Forex, was man 2001 in Transocean umfirmierte. 2004 brachte man die Bohrinsel unter die Flagge von Majuro. Vom 20. Oktober 2014 bis 2016 wurde die Insel für eine Tagescharterrate von 461.000 US-Dollar vom norwegischen Ölunternehmen Marathon Oil am Alvheim-Feld in Bøyla eingesetzt.

### Strandung im Jahr 2016

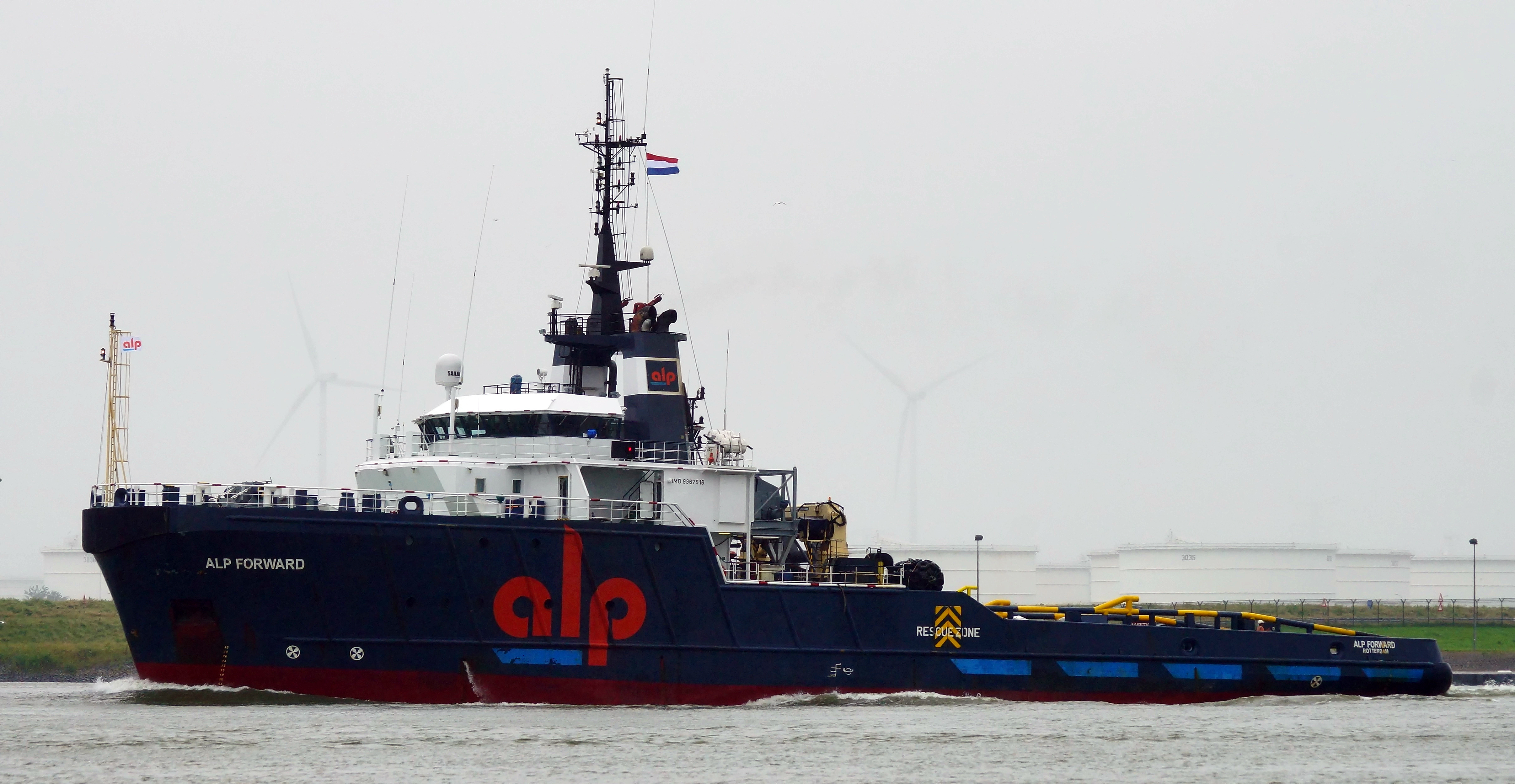
Der Schlepper Alp Forward

Nach dem Ende ihres letzten Nordsee-Einsatzes für Marathon Oil befand sich die Transocean Winner im August 2016 auf der Reise nach Malta im Schlepp des niederländischen Ankerziehschleppers Alp Forward. Bei der Passage der Äußeren Hebriden geriet der Schleppverband in Schlechtwetter und am Morgen des 7. August rief der Schlepper um Hilfe. Der in Kirkwall stationierte Notfallschlepper Herakles lief kurz nach dem Hilfsanruf aus um der Alp Forward Hilfe zu leisten. Etwa um 04:15 Uhr des 8. August brach die Schleppverbindung zwischen der Alp Forward und der Transocean Winner und gegen 07:30 Uhr strandete die Bohrinsel an der Westküste der Insel Lewis. Die Herakles traf erst kurz nach Mittag des folgenden Tages vor Lewis ein. Zusätzlich kam auch der Schlepper Union Bear zur Unglücksstelle.
Ein Team von Smit Salvage führte am 1. August eine Begehung der gestrandeten Transocean Winner durch. Die Insel liegt nach bisherigen Aussagen stabil, es wurden durch die erlittenen Bodenschäden aber Dieselöltanks beschädigt und Wassereinbruch festgestellt. Auf der Insel befinden sich rund 280 Tonnen Dieselöl, die auf mehrere Tanks verteilt sind. In der Nacht des 22. August wurde die Plattform bei Hochwasser von der Strandungsstelle abgebracht und begonnen, sie in die Broad Bay zu schleppen, um dort weitere Maßnahmen durchzuführen. Am 6. Oktober wurde die havarierte Insel auf das Halbtaucherschiff Hawk geladen und am 14. Oktober begann der Transport zum vorgesehenen Abbruch in der Türkei, wo es rund zwei Wochen später eintraf. Dort wurde sie von Işıksan Ship Recycling verschrottet.